# تشارلز غرين (لاعب كرة قدم)
تشارلز غرين (بالإنجليزية: Charles Green)‏ هو لاعب كرة قدم بريطاني، ولد في 1 مايو 1953 في Mexborough ‏ في المملكة المتحدة. لعب مع نادي دونكاستر روفرز.